# ファーヒム・アンワリ
ファーヒム・アンワリ（Fahim Anwari、1999年5月5日 - ）はアフガニスタンの水泳選手。2つのアフガニスタン国内の記録を持っている他、アフガニスタンの水泳国際チームのメンバー。アフガニスタンのCOVID-19パンデミックの際は、アンワリはカルガ湖でトレーニングを行った。2021年4月、ANOCはアンワリがアフガニスタン代表として初めてオリンピックに出場する水泳選手になると発表した。ムハンマド・ファーヒム・アンワリは、IOCから財政面で支援を受けていた。

## 経歴
2021年1月、アンワリはロシア・カザンにあるFINA開発センターでトレーニングを開始した。2021年4月、カザンのFINA開発プログラムに参加した後、2つのアフガニスタン国内記録を樹立した。2020年の夏季オリンピックでは、男子50m自由形で69位に入賞した。